# Francisco José Fernandes Costa
Francisco José Fernandes Costa (fɾɐsiʃku ʒuzɛ fɨɾnɐdɨʃ kɔʃtɐ), né le 19 avril 1867 à Foz de Arouce, Lousã et décédé le 19 juillet 1925 à Figueira da Foz, est un avocat et homme politique portugais.

## Biographie
Il est membre du Parti républicain portugais et plus tard du Parti républicain évolutionniste, du Parti républicain libéral et du Parti nationaliste républicain. Il est gouverneur civil de Coimbra, ministre de la Marine et des Colonies (1912–1913; 1915) et du Commerce (1921) et ministre de l'Agriculture (du 30 août au 3 septembre 1921). De 1908 à 1911, il est le premier et unique grand maître du Grand Orient Portugais, une dissidence du Grande Oriente Lusitano, qu'il réintègre après dix ans.
Il est surtout connu pour avoir été Président du ministère (Premier ministre) de l'éphémère « gouvernement de cinq minutes (pt) », qui a démissionné le jour même où il devait prendre ses fonctions, le 15 janvier 1920.